# Charles-François-Alexandre de Cardevac de Gouy d'Havrincourt
Charles-François-Alexandre Cardevac de Gouy de Havrincourt (nascut prop de Noyon, 16 de març del 1699 - mort a Espirà de l'Aglí (Rosselló), 1 de març del 1783), eclesiàstic, fou bisbe d'Elna-Perpinyà de 1743 a 1783.

## Biografia
Charles-François-Alexandre Cardevac de Gouy, anomenat també abbé de Havrincourt, procedia d'un llinatge molt antic, potser d'origen bretó però establert a l'Artois des del començament del segle xiv. Nasqué al castell de Bouchy, a la diòcesi de Noyon (Picardia).
Es llicencià en drets civil i canònic, i va ser vicari general de la diòcesi de Noyon i posteriorment de l'arquebisbat de Cambrai, l'any 1743 va ser nomenat canceller de la universitat de Perpinyà, «Inquisidor de la Fe» i bisbe d'Elna-Perpinyà. Confirmat el 16 de desembre i consagrat en febrer següent per l'arquebisbe de Cambrai, el seu fou un llarg episcopat d'una quarantena d'anys. En el transcurs del seu exercici, l'any 1759 reduí a cinc el nombre de canonges assignats a les celebracions bianuals (el 25 de juliol i el 7 d'octubre) dels oficis a Elna, rebaixant de contingut antigues disposicions que feien que el bisbe i tots els canonges de la catedral de Perpinyà haguessin d'assistir anualment a un gran nombre d'oficis eclesiàstics a l'antiga sèu diocesana. El 1760 beneí la col·locació de la primera pedra del nou edifici de la Universitat de Perpinyà. Fou una persona de gran rectitud moral i el 1777 promulgà una constitució sinodal prohibint als eclesiàstics de la diòcesi que freqüentessin cafès i sales d'espectacles. El gener del 1779 obtingué el nomenament d'un coadjutor en la persona del seu futur successor Jean-Gabriel d'Agay, i finalment en 1781/1782 la incorporació de l'abadia de la Real a la mensa episcopal (el 1764 ja ho havia aconseguit de l'abadia de Fontfreda, situada devora Narbona). Morí a la residència rural episcopal, a Espirà de l'Aglí, i fou enterrat a la Catedral de Perpinyà.